# Batalha de Holy Ground
A Batalha de Holy Ground, ou Batalha de Econochaca, foi uma batalha lutada em 23 de dezembro de 1813 entre a milícia dos estados Unidos e os creeks Red Sticks durante a Guerra Creek. A batalha ocorreu em Econochaca, o local de um acampamento fortificado estabelecido no verão de 1813 por Josiah Francis numa ribanceira acima do Rio Alabama, no que hoje é o Condado de Lowndes, AL. Fora um dos três acampamentos erguidos pelos Red Sticks durante aquele verão; para complementar as defesas físicas, os profetas creeks fizeram cerimônias no local com o intuito de criar uma barreira de proteção espiritual. Daí o nome creek "Econochaca", traduzido livremente como "solo sagrado" (holy ground), porém mais propriamente dizendo "solo sagrado ou adorado" (sacred or beloved ground).

## História
Seguindo a Batalha de Burnt Corn e o subsequente Massacre de Fort Mims, o general Ferdinand Claiborne, sob as ordens do general Thomas Flournouy foi em busca de reunir tropas para atacar os creeks. No início de dezembro ele havia acumulado uma força de aproximadamente 1000 homens incluindo 150 guerreiros choctaws sob o comando de seu líder, Pushmataha; Wheaterford contava com cerca de 320 homens.
Em 13 de dezembro de 1813, o destacamento de Claiborne partiu do Fort Claiborne rumo a Holy Ground. Em 22 de dezembro, suas forças montaram acampamento a cerca de 16 km ao sul de Econochaca. Tomando conhecimento dos fatos, segundo o costume creek, sob o comando de William Weatherford as mulheres e crianças foram evacuadas do assentamento. Em 23 de dezembro Claiborne rompeu as defesas do assentamento, matando entre 20 e 30 guerreiros e perdendo somente um homem. A maioria dos creeks escapou, com Weatherford cavalgando seu cavalo "Arrow" sobre o penhasco e no rio enquanto estava sob fogo. As forças estadunidenses destruíram o acampamento e os suprimentos creeks.
O local atualmente abriga o Holy Ground Battlefield Park, mantido pelo Corpo de Engenheiros do Exército dos Estados Unidos. Foi adicionado ao Registro de Marcos Históricos e Patrimônio do Alabama (Alabama Register of Landmarks and Heritage) em 26 de maio de 1976.
Dois batalhões ativos do Exército Regular (1-1 Inf e 2-1 Inf) perpetuam a linhagem do antigo 3º Regimento de Infantaria, elementos os quais estiveram na Batalha de Econochaca.